# Megadontognathus kaitukaensis
Megadontognathus kaitukaensis är en fiskart som beskrevs av Campos-da-paz, 1999. Megadontognathus kaitukaensis ingår i släktet Megadontognathus och familjen Apteronotidae. Inga underarter finns listade i Catalogue of Life.